# بي. جي. غالاغير
بي. جي. غالاغير هو سياسي أمريكي، ولد في 28 يونيو 1915، وتوفي في 27 أكتوبر 1991 في تاكوما في الولايات المتحدة. انتخب عضو مجلس نواب واشنطن ‏.